# 岐阜県立東濃特別支援学校
岐阜県立東濃特別支援学校（ぎふけんりつ とうのうとくべつしえんがっこう）は、岐阜県土岐市にある知的障害者のための特別支援学校である。

## 学校概要
- 創立 1980年（昭和55年）
- 学部
  - 小学部
  - 中学部
  - 高等部

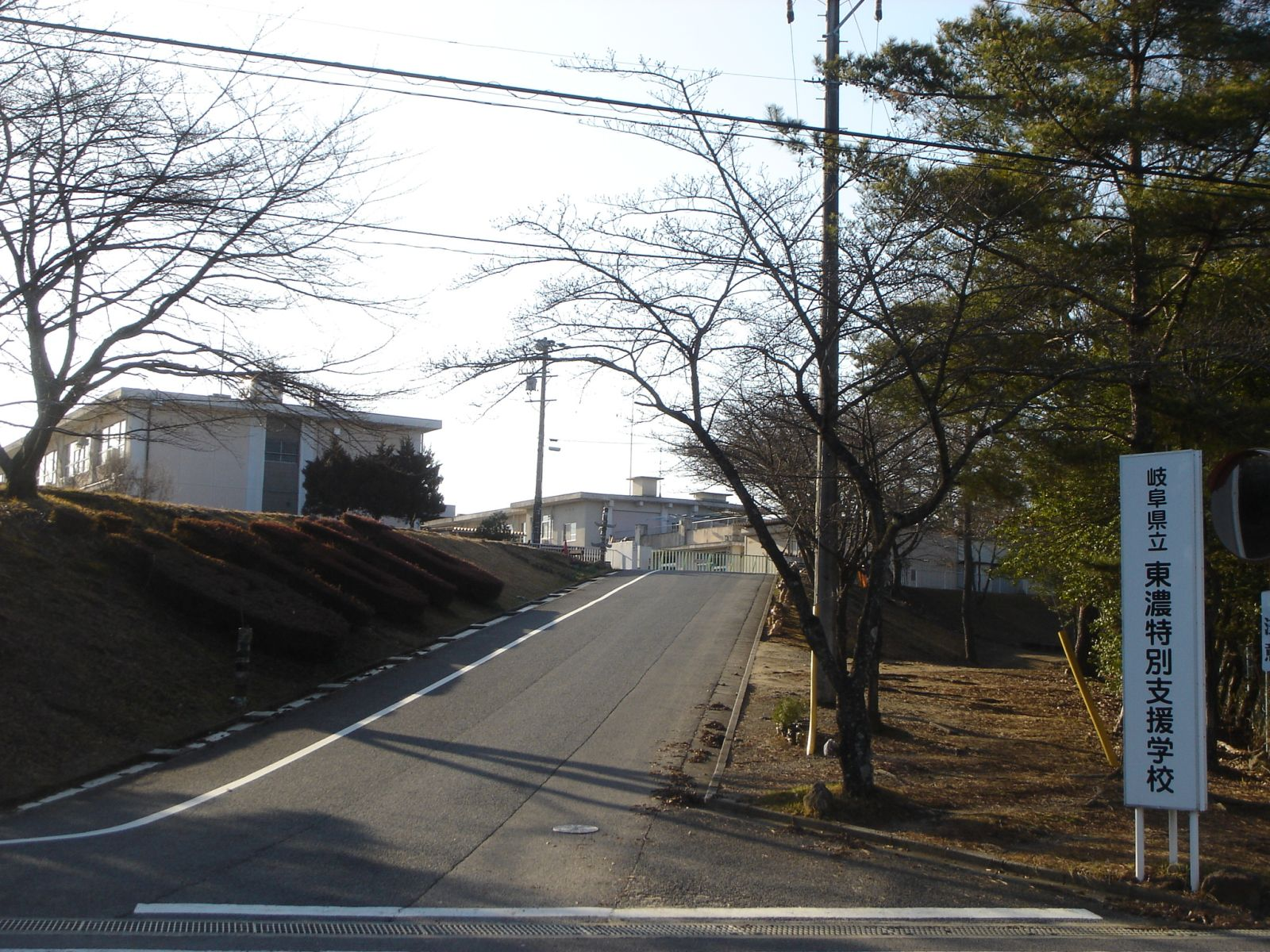
2008年撮影（他画像）

- 所在地 土岐市泉町河合根ノ上1127-10
- 教育目的
  - たくましく生きる力を育てる

## 沿革
- 1980年 岐阜県立東濃養護学校として設立
- 2007年4月1日 岐阜県立東濃特別支援学校に改称

## アクセス
- 中央自動車道 土岐ICを出て、国道19号を中津川方面約5分
- JR中央本線 土岐市駅より東鉄バス 「東濃フロンティア高校行き」で約15分